# Parcul Național Wrangell-St.-Elias
Parcul Național Wrangell-St.-Elias este situat în Alaska de Sud, el având o suprafață de 53.320 km² fiind cel mai mare parc național din SUA. De parc mai aparține și regiuni sălbatice numite „Wilderness” ca și rezervații denumite „National preserve”. Parcul a fost înființat în anul 1980 fiind de 8 ori mai mare ca Parcul Național Yellowstone. Impreună cu Parcul Național Kluane din Canada este declarat patrimoniu mondial UNESCO.
Pe teritoriul parcului se află 9 dintre cei mai înalți munți din SUA printre care și vulcanul Mount Wrangell  4.316  care a erupt ultima oară în anul 1930, el se află în masivul Munții Wrangell. Tot aici se află cei mai înalți munți din masivul Coast Mountains și  din masivul Munții Saint Elias cu Mount Saint Elias care are altitudinea de 5.489 m deasupra n.m. fiind cel mai înalt punct al parcului.
Printre ghețarii  mai importanți din parc sunt: Ghețarul Malaspina (4.275 km2 ) care se numără printre cei mai mari ghțari dun lume și Ghețarul Hubbard care are lungimea de 122 km.

## Fauna
Fauna parcului este reprezentată prin capră sălbatică (Oreamnos americanus), urs negru  (Ursus americanus), grizzly, bizon, karibu (Rangifer tarandus), oaie sălbatică de Alaska (Ovis dalli),  leu de mare (Eumetopias jubatus), acvilă cu capul alb și somon. Aproape 80 % din suprafața parcului este constituită din stâncă acoperită de zăpadă și gheață, din care cauză parcul are o vegetație săracă. În anul 1908 societatea minieră „Kennecott Copper Corporation” a început  exploatarea cuprului în regiune, iar în anul 1938 minele au fost închise.

## Flora
Flora este influențată de clima oceanică blândă, de frigul de pe continent și de diferențele de nivel.  Se găsesc mușchi, ferigi, plopi tremurători, și brazi.

## Galerie

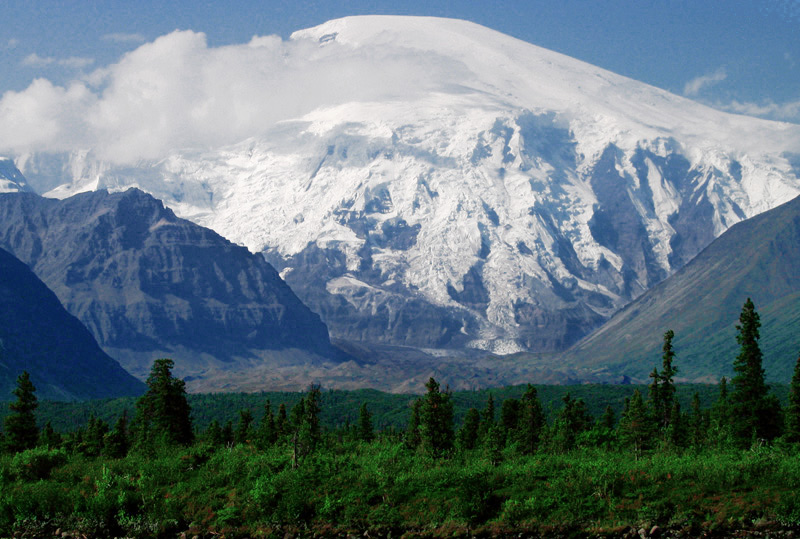
Mount Sanford
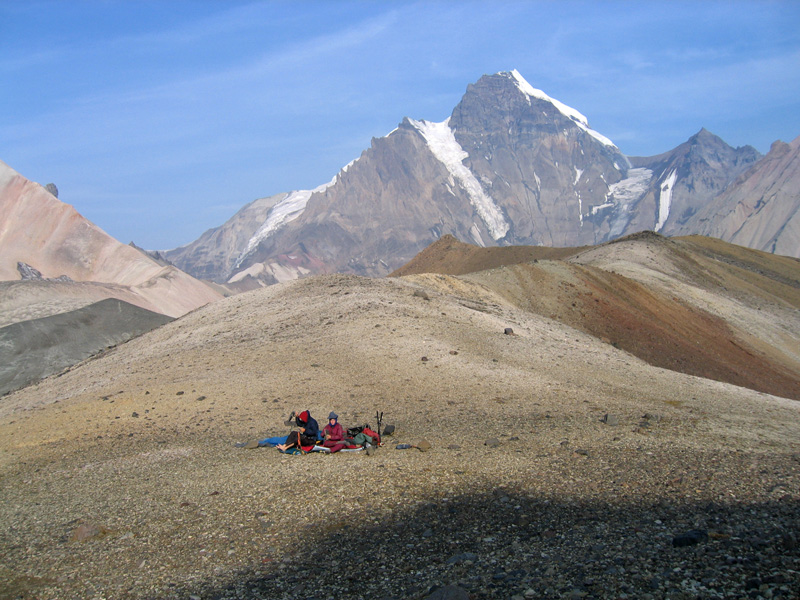
Autostopişti între Mt. Sanford and Mt. Drum
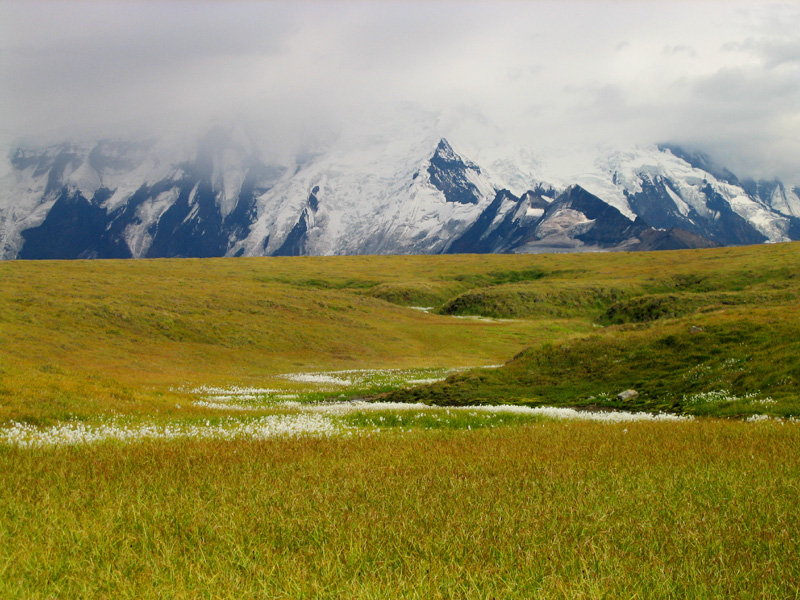
Muntele Sanford
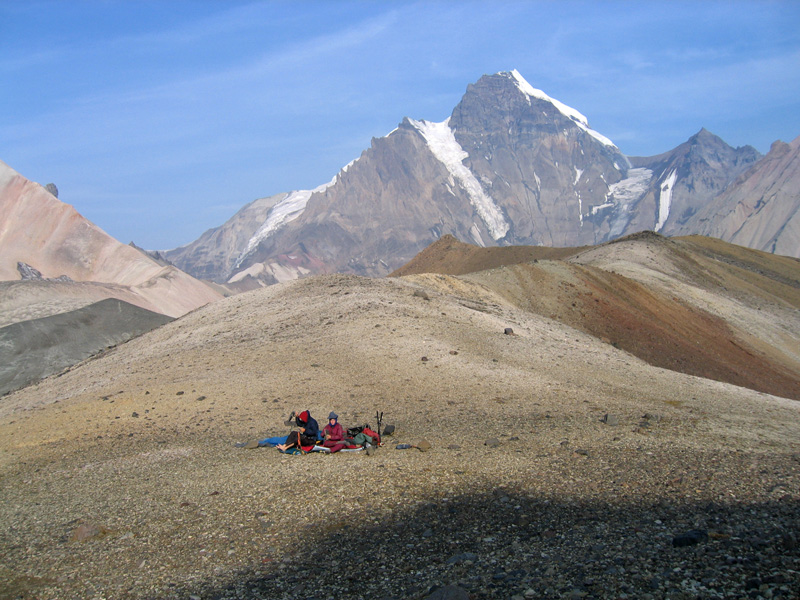
Vizitatori lângă muntele Wrangell.
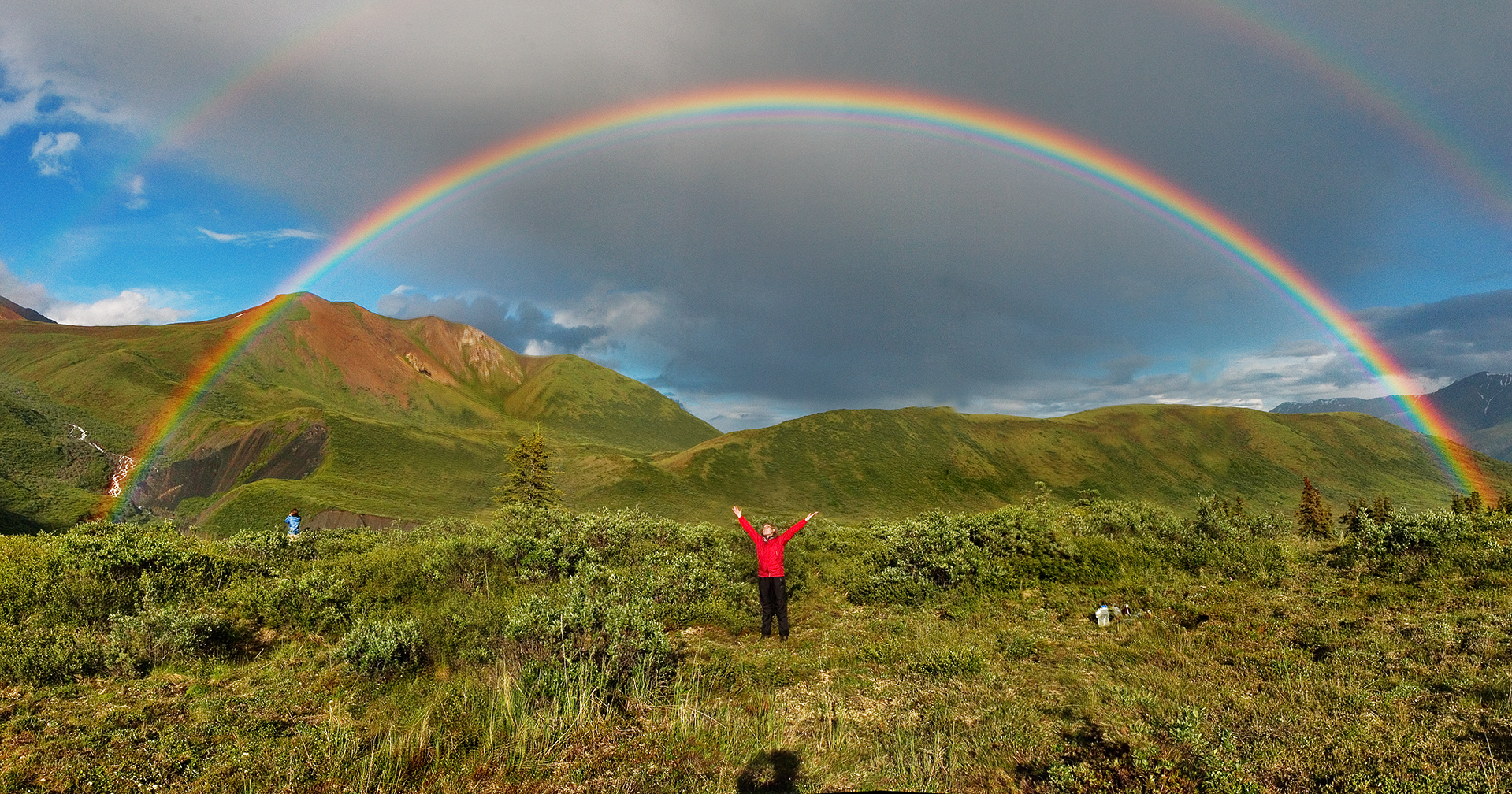
Un curcubeu dublu în parc.